# Deelnemers UEFA-toernooien Slowakije
Onderstaande tabellen bevatten de deelnemers aan de UEFA-toernooien uit  Slowakije.

## Mannen
Voor de deelname van Slowaakse clubs voor 1993 zie Deelnemers UEFA-toernooien Tsjecho-Slowakije.
NB Klikken op de clubnaam geeft een link naar het Wikipedia-artikel over het betreffende toernooi in het betreffende seizoen.
| Seizoen | Champions League       | Europacup II                                                             | UEFA Cup                                           | Intertoto Cup                    |
| ------- | ---------------------- | ------------------------------------------------------------------------ | -------------------------------------------------- | -------------------------------- |
| 1993/94 |                        | 1. FC Košice                                                             | DAC Dunajská Streda Slovan Bratislava              |                                  |
| 1994/95 |                        | Tatran Prešov                                                            | Inter Bratislava Slovan Bratislava                 |                                  |
| 1995/96 |                        | Inter Bratislava                                                         | 1. FC Košice Slovan Bratislava                     | 1. FC Košice                     |
| 1996/97 |                        | Chemlon Humenné                                                          | 1. FC Košice Slovan Bratislava                     | Spartak Trnava                   |
| 1997/98 | 1. FC Košice           | Slovan Bratislava                                                        | Spartak Trnava                                     | MŠK Žilina                       |
| 1998/99 | 1. FC Košice ->        | Spartak Trnava                                                           | 1. FC Košice Inter Bratislava                      | Dukla Trenčín FC Rimavská Sobota |
| Seizoen | Champions League       | UEFA Cup                                                                 | Intertoto Cup                                      |                                  |
| 1999/00 | Slovan Bratislava      | Dukla Banská Bystrica Inter Bratislava Spartak Trnava                    | Dukla Trenčín MŠK Žilina                           |                                  |
| 2000/01 | Inter Bratislava ->    | Inter Bratislava 1. FC Košice Slovan Bratislava                          | Dukla Trenčín                                      |                                  |
| 2001/02 | Inter Bratislava ->    | Inter Bratislava Matador Púchov MŠK SCP Ružomberok Slovan Bratislava     | Artmedia Petržalka                                 |                                  |
| 2002/03 | MŠK Žilina             | Koba Senec Matador Púchov                                                | Dukla Trenčín                                      |                                  |
| 2003/04 | MŠK Žilina ->          | MŠK Žilina Artmedia Petržalka Matador Púchov                             | Spartak Trnava ZTS Dubnica                         |                                  |
| 2004/05 | MŠK Žilina             | Artmedia Bratislava Dukla Banská Bystrica                                | Spartak Trnava ZTS Dubnica                         |                                  |
| 2005/06 | Artmedia Bratislava -> | Artmedia Bratislava Dukla Banská Bystrica MŠK Žilina                     | ZTS Dubnica                                        |                                  |
| 2006/07 | MFK Ružomberok ->      | MFK Ružomberok Artmedia Bratislava Spartak Trnava                        | FC Nitra                                           |                                  |
| 2007/08 | MŠK Žilina             | Artmedia Bratislava ViOn Zlaté Moravce                                   | Slovan Bratislava                                  |                                  |
| 2008/09 | Artmedia Petržalka ->  | Artmedia Petržalka MŠK Žilina Spartak Trnava                             | FC Nitra                                           |                                  |
| Seizoen | Champions League       | Europa League                                                            |                                                    |                                  |
| 2009/10 | Slovan Bratislava ->   | Slovan Bratislava MFK Košice MŠK Žilina Spartak Trnava                   |                                                    |                                  |
| 2010/11 | MŠK Žilina             | Dukla Banská Bystrica FC Nitra Slovan Bratislava                         |                                                    |                                  |
| 2011/12 | Slovan Bratislava ->   | Slovan Bratislava FK Senica MŠK Žilina Spartak Trnava                    |                                                    |                                  |
| 2012/13 | MŠK Žilina             | FK Senica Slovan Bratislava Spartak Trnava                               |                                                    |                                  |
| 2013/14 | Slovan Bratislava      | AS Trenčín FK Senica MŠK Žilina                                          |                                                    |                                  |
| 2014/15 | Slovan Bratislava ->   | Slovan Bratislava AS Trenčín MFK Košice Spartak Trnava                   |                                                    |                                  |
| 2015/16 | AS Trenčín             | MŠK Žilina Slovan Bratislava Spartak Trnava                              |                                                    |                                  |
| 2016/17 | AS Trenčín ->          | AS Trenčín Slovan Bratislava Spartak Myjava Spartak Trnava               |                                                    |                                  |
| 2017/18 | MŠK Žilina             | AS Trenčín MFK Ružomberok Slovan Bratislava                              |                                                    |                                  |
| 2018/19 | Spartak Trnava ->      | Spartak Trnava AS Trenčín DAC 1904 Dunajská Streda Slovan Bratislava     |                                                    |                                  |
| 2019/20 | Slovan Bratislava ->   | Slovan Bratislava DAC 1904 Dunajská Streda MFK Ružomberok Spartak Trnava |                                                    |                                  |
| 2020/21 | Slovan Bratislava ->   | Slovan Bratislava DAC 1904 Dunajská Streda MFK Ružomberok MŠK Žilina     |                                                    |                                  |
| Seizoen | Champions League       | Europa League                                                            | Europa Conference League                           |                                  |
| 2021/22 | Slovan Bratislava      | 0                                                                        | DAC 1904 Dunajská Streda Spartak Trnava MŠK Žilina |                                  |

### Deelnames
Aantal seizoenen (exclusief eventuele deelname voor Tsjechoslowakije)
| 22x Slovan Bratislava 17x FC Spartak Trnava 17x MŠK Žilina 10x AS Trenčín (inclusief Dukla Trenčín, 4x) 08x MFK Košice (inclusief 1. FC Košice, 6x) 07x FC Artmedia Petržalka (inclusief Artmedia Bratislava, 4x) 06x FK Inter Bratislava 05x DAC 1904 Dunajská Streda (inclusief DAC Dunajská Streda, 1x) 05x MFK Ružomberok (inclusief MŠK SCP Ružomberok, 1x) 04x MFK Dukla Banská Bystrica | 03x FK Matador Púchov 03x FC Nitra 03x FK Senica 03x ZTS Dubnica 01x Chemlon Humenné 01x Koba Senec 01x FC Rimavská Sobota 01x Spartak Myjava 01x 1. FC Tatran Prešov 01x FC ViOn Zlaté Moravce |

## Vrouwen
NB Klikken op de clubnaam geeft een link naar het Wikipedia-artikel over het betreffende toernooi in het betreffende seizoen.
| Seizoen | Women's Cup         |
| ------- | ------------------- |
| 2001/02 | SKF Zilina          |
| 2002/03 |                     |
| 2003/04 | MŠK Žiar nad Hronom |
| 2004/05 | MŠK Žiar nad Hronom |
| 2005/06 | PVFA Bratislava     |
| 2006/07 | Slovan Duslo Šaľa   |
| 2007/08 | Slovan Duslo Šaľa   |
| 2008/09 | Slovan Duslo Šaľa   |
| Seizoen | Champions League    |
| 2009/10 | Slovan Duslo Šaľa   |
| 2010/11 | Slovan Bratislava   |
| 2011/12 | Slovan Bratislava   |
| 2012/13 | Slovan Bratislava   |
| 2013/14 | Union Nové Zámky    |
| 2014/15 | Union Nové Zámky    |
| 2015/16 | Union Nové Zámky    |
| 2016/17 | Slovan Bratislava   |
| 2017/18 | Partizán Bardejov   |
| 2018/19 | Slovan Bratislava   |
| 2019/20 | Slovan Bratislava   |
| 2020/21 | Slovan Bratislava   |
| 2021/22 | Slovan Bratislava   |

### Deelnames
08x Slovan Bratislava
04x Slovan Duslo Šaľa
03x Union Nové Zámky
02x MŠK Žiar nad Hronom
01x Partizán Bardejov
01x PVFA Bratislava
01x SKF Zilina
Albanië ·
Andorra ·
Armenië ·
Azerbeidzjan ·
België ·
Bosnië en Herzegovina ·
Bulgarije ·
Cyprus ·
Denemarken ·
Duitsland ·
Engeland ·
Estland ·
Faeröer ·
Finland ·
Frankrijk ·
Georgië ·
Gibraltar ·
Griekenland ·
Hongarije ·
Ierland ·
IJsland ·
Israël ·
Italië ·
Kazachstan ·
Kroatië ·
Kosovo ·
Letland ·
Liechtenstein ·
Litouwen ·
Luxemburg ·
Malta ·
Moldavië ·
Montenegro ·
Nederland ·
Noord-Ierland ·
Noord-Macedonië ·
Noorwegen ·
Oekraïne ·
Oostenrijk ·
Polen ·
Portugal ·
Roemenië ·
Rusland ·
San Marino ·
Schotland ·
Servië ·
Slovenië ·
Slowakije ·
Spanje ·
Tsjechië ·
Turkije ·
Wales ·
Wit-Rusland ·
Zweden ·
Zwitserland

Historie:
DDR ·
Joegoslavië ·
Saarland ·
Sovjet-Unie ·
Tsjecho-Slowakije